# Johann Engelbert Bergmann

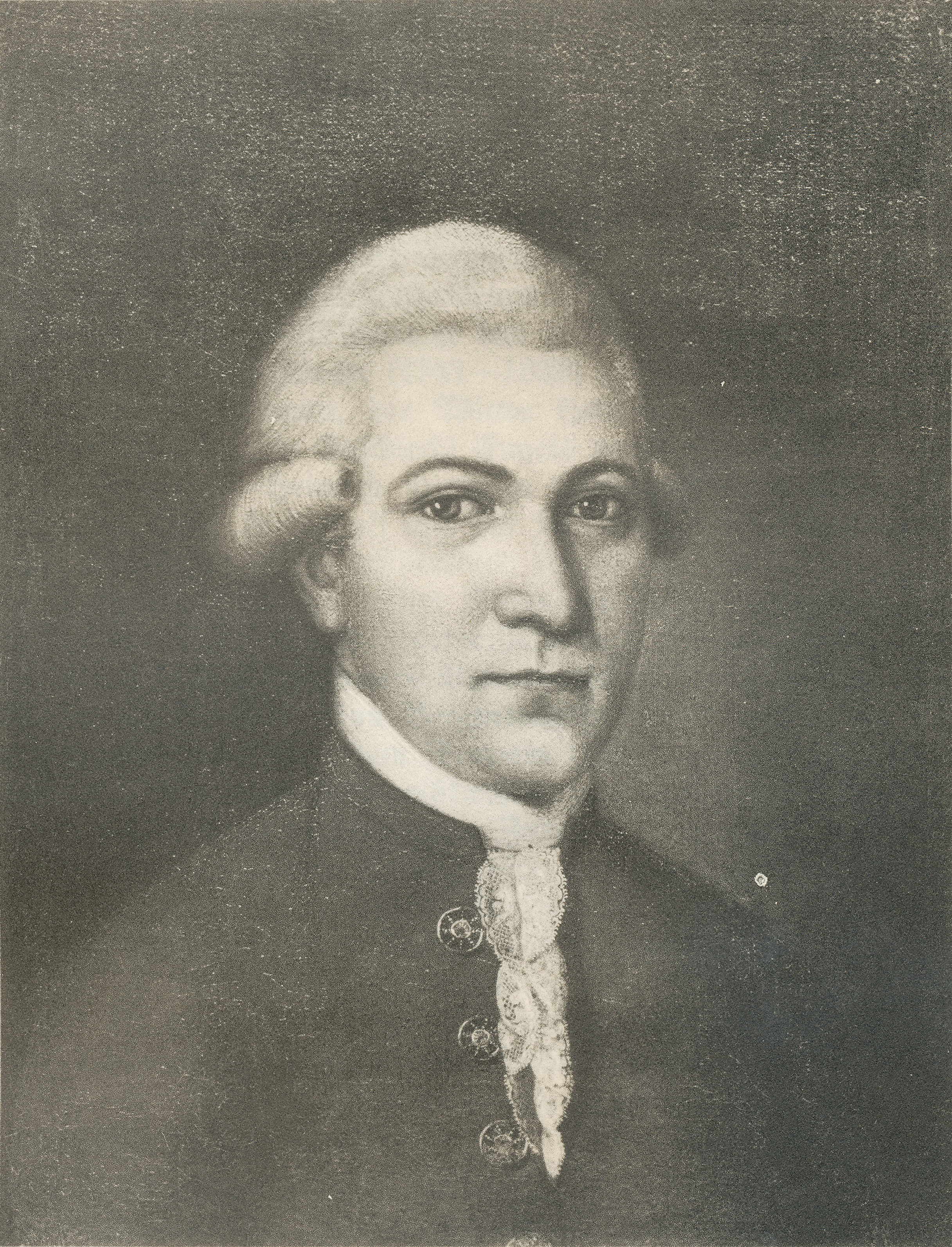
Johann Engelbert Bergmann

Johann Engelbert Bergmann (* 1758 in Elberfeld (heute Stadtteil von Wuppertal); † 3. Juni 1821 ebenda) war Bürgermeister von Elberfeld.
Bergmann wurde als Sohn des Kaufmanns und Bürgermeisters von 1758 Johann Kaspar Bergmann (1720–1778) und dessen Frau Margareta Katharina Rübel (1734–1805) geboren. Getauft wurde er am 24. Februar 1758. Er heiratete 1780 Maria Gertrud Sombart (1764–1836), mit der er elf Kinder hatte.
Bergmann begann zunächst wie sein Vater als Kaufmann in Elberfeld und wurde 1788 Ratsverwandter, im Jahr darauf Gemeinsmann. Im Jahr 1790 wurde er Bürgermeister und im Jahr darauf Stadtrichter. Vier Jahre später wurde er nochmals für ein Jahr Ratsverwandter.